# 103
El año 103 (CIII) fue un año común comenzado en domingo del calendario juliano, en vigor en aquella fecha.
En el Imperio romano el año fue nombrado «el del consulado de Trajano y Máximo» o menos comúnmente, como el 856 ab urbe condita, siendo su denominación como 103 a principios de la Edad Media, al establecerse el anno Domini.

## Acontecimientos
- El emperador Trajano y Manio Laberio Máximo ejercen el consulado.
- Plinio el Joven se convierte en miembro del colegio de Augures (103–104).
- La Legio X Gemina se traslada a Vindobona, donde permanecerá hasta el siglo V.

## Nacimientos
- Justino Mártir, fecha probable tradicional.

## Fallecimientos
- Sexto Julio Frontino, político del Imperio romano.